# Spatialisme

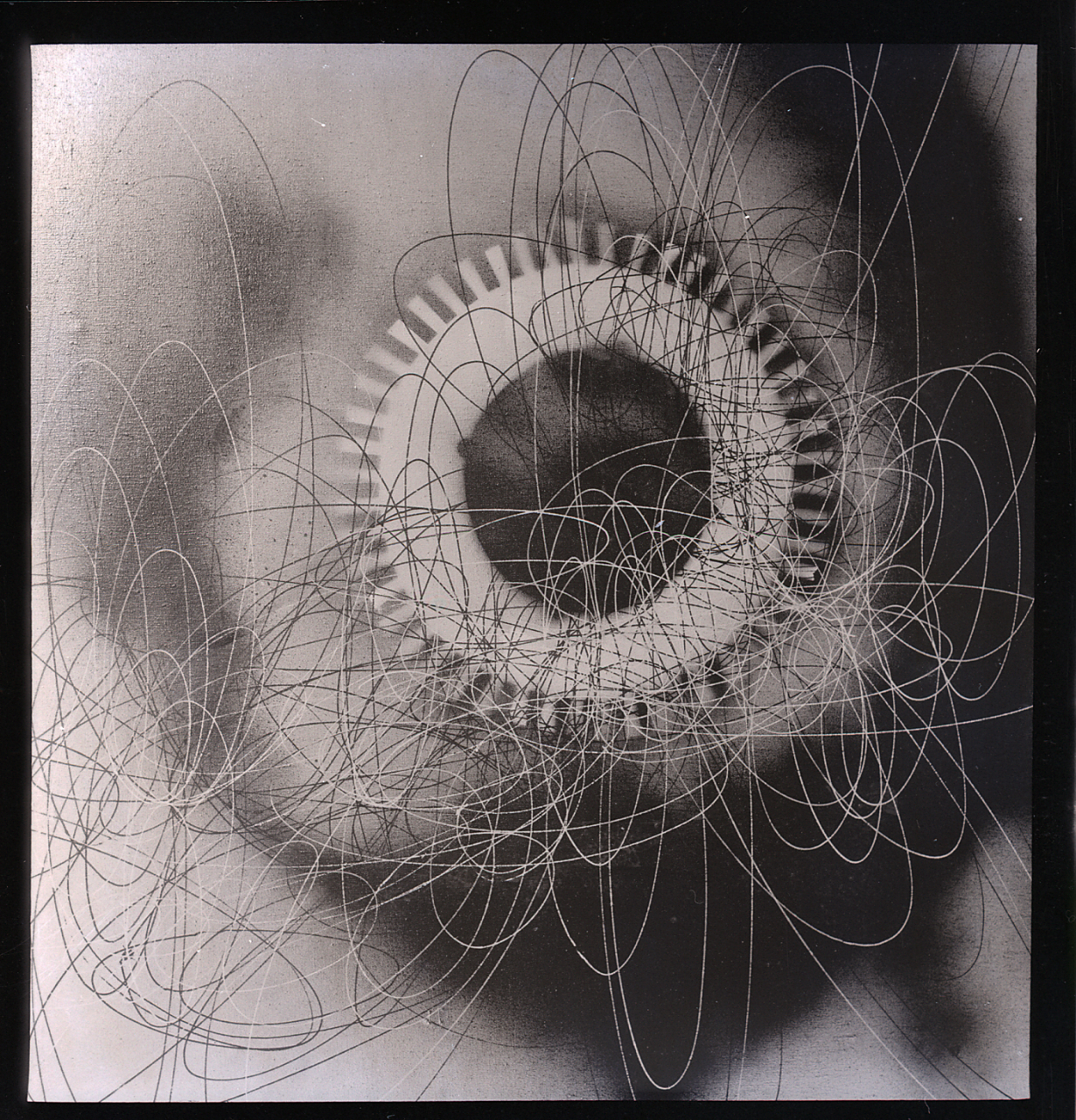
Roberto Crippa, Spirali. Foto Paolo Monti, 1953 (Fondo Paolo Monti, BEIC).

Het spatialisme was een Italiaanse beweging geleid door de kunstenaar Lucio Fontana in de jaren direct na de Tweede Wereldoorlog. Fontana wilde kunst gebruiken om nieuwe fysieke omgevingen te maken en distantieerde zich van het traditionele vertrouwen van kunstenaars in de schilderkunst en de illusie van ruimtelijke diepte. Het spatialisme had veel invloed op latere kunststromingen, waaronder performance-art en environmental-art.
Fontana bepleitte een nieuwe kunst voor het tijdperk na de Tweede Wereldoorlog. Hij wilde nieuwe technologie, zoals neonverlichting en televisie, gebruiken in kunstwerken die waarneming, geluid, beweging en tijd omvatten. Praktisch gezien resulteerde dat in werken die de hele tentoonstellingsruimte omvatten, met muren geschilderd in effen kleuren en gevuld met geluid en kleurenprojecties. Dit is de voorloper van de environmental-art. Fontana maakte ook sneeën in zijn doeken. Ook dat had veel invloed, omdat het meer belang gaf aan het proces van het maken van kunst dan aan het uiteindelijke kunstobject. De besneden doeken waren radicale statements van een nieuwe koers vanuit de artistieke traditie, maar werden, ironisch genoeg, vaak bewonderd om hun schoonheid als kunstobject.

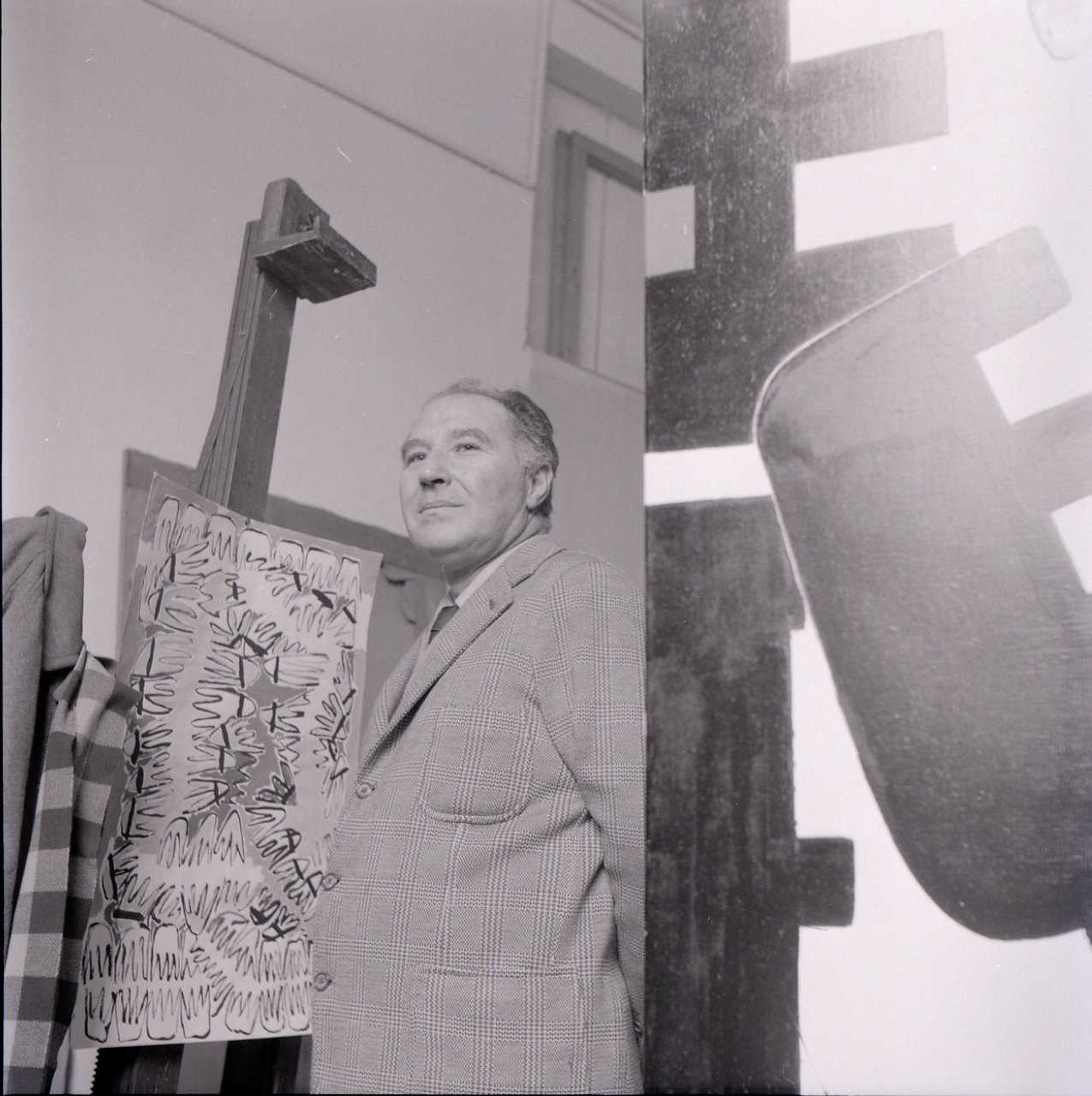
Giuseppe Capogrossi. Foto Paolo Monti, 1972.
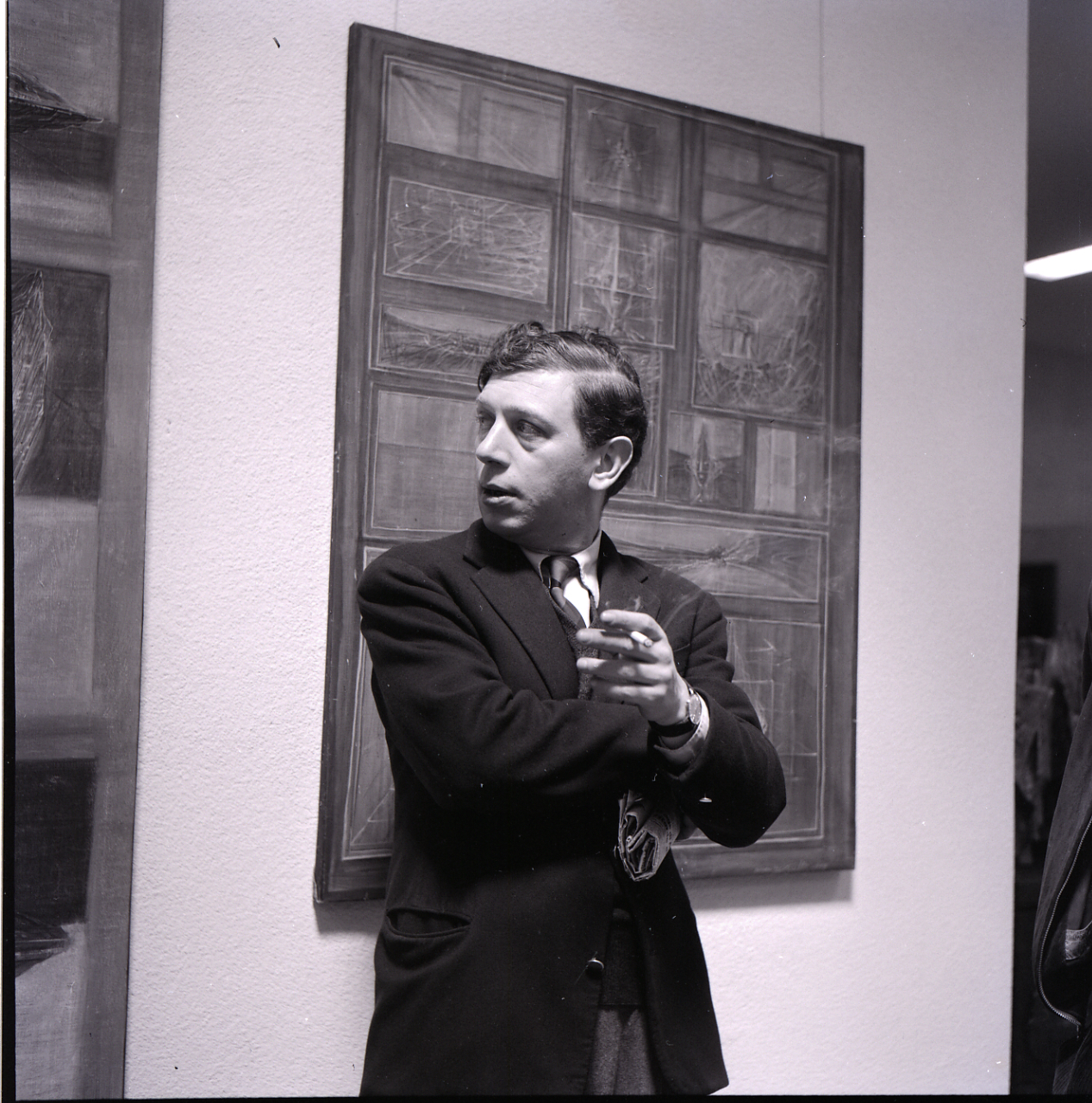
Cesare Peverelli. Foto Paolo Monti.